# Sulcorebutia steinbachii
Sulcorebutia steinbachii là một loài thực vật có hoa trong họ Cactaceae. Loài này được (Werderm.) Backeb. miêu tả khoa học đầu tiên năm 1951.

## Hình ảnh

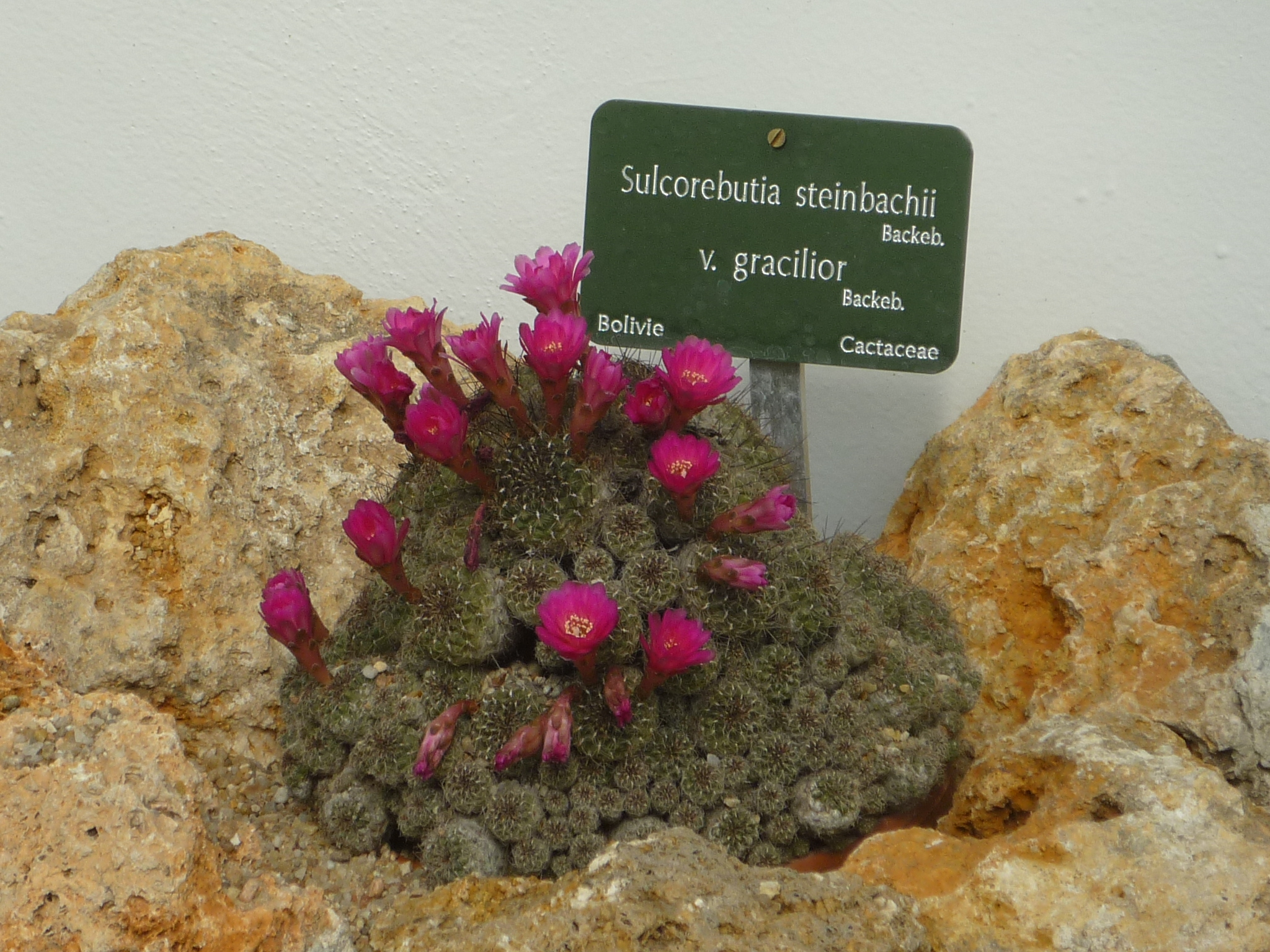
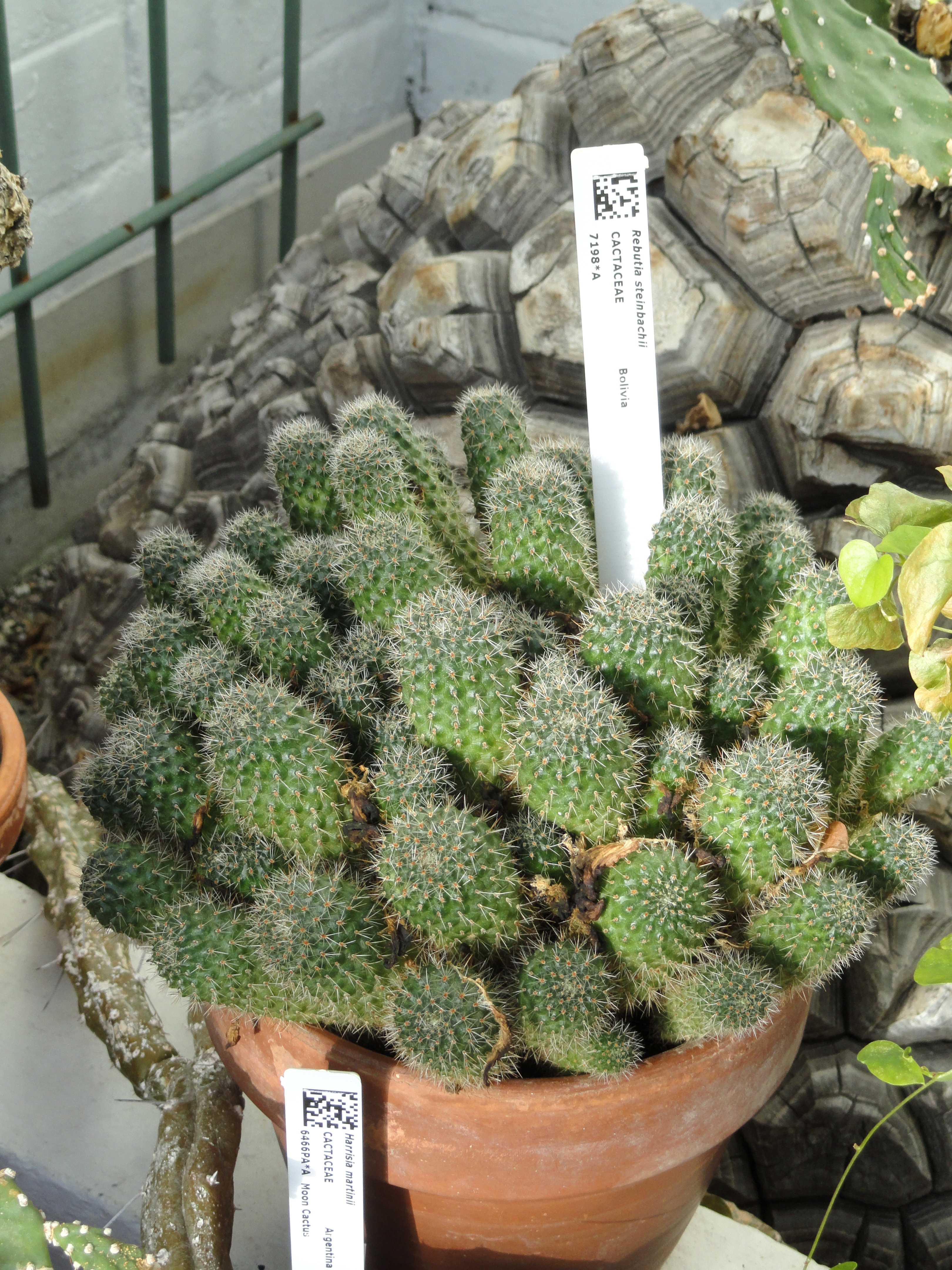
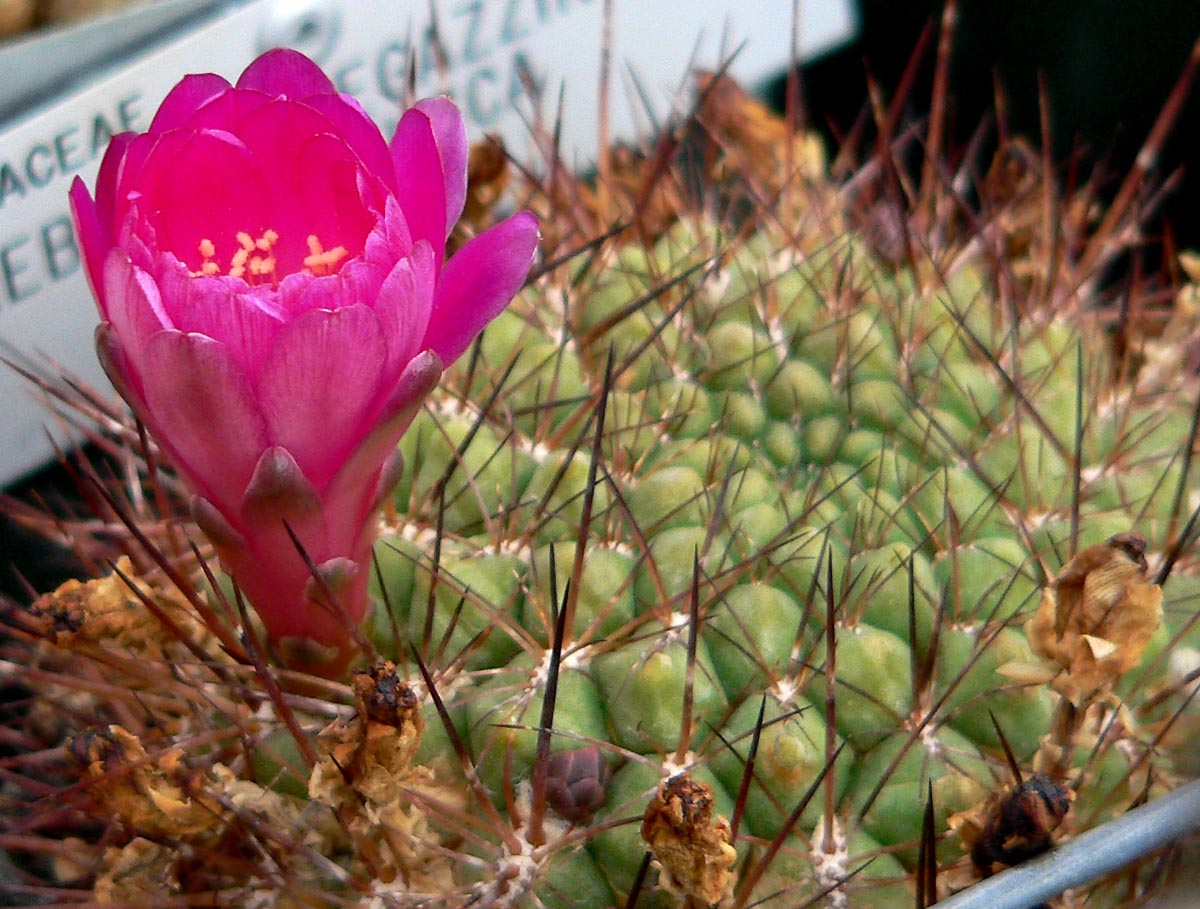
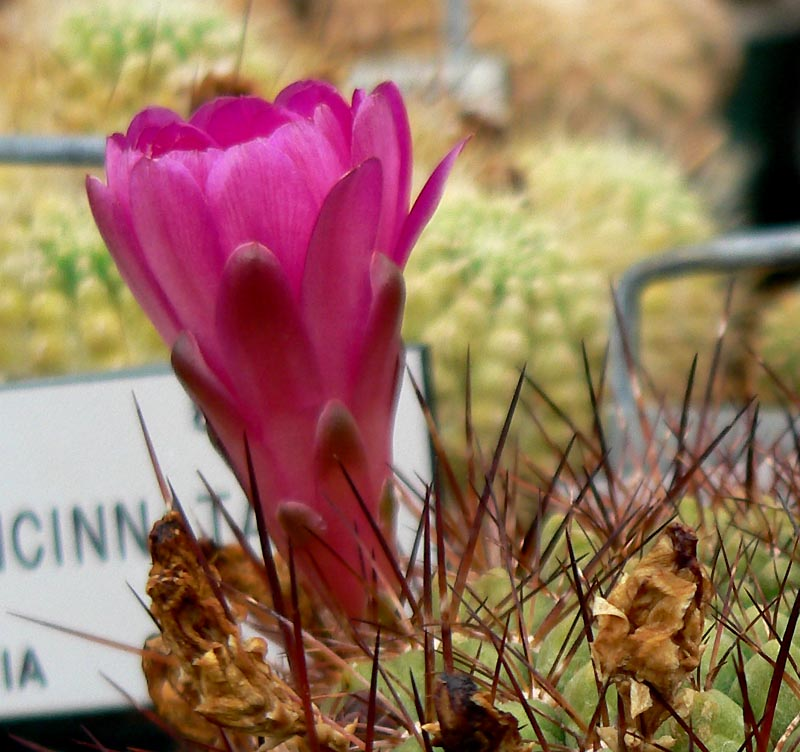